# Gouy (Sena Marítimo)
 Gouy  es una población y comuna francesa, en la región de Alta Normandía, departamento de Sena Marítimo, en el distrito de Rouen y cantón de Boos.

## Demografía
| 365 | 348 | 446 | 468 | 644 | 794 |
| Para los censos de 1962 a 1999 la población legal corresponde a la población sin duplicidades (Fuente: INSEE [Consultar]) |     |     |     |     |     |